# Tarchamps
Tarchamps (luxembourgeois : Iischpelt, allemand : Ischpelt) est une section de la commune luxembourgeoise de Lac de la Haute-Sûre située dans le canton de Wiltz.